# الخورن (مونتانا)
الخورن (به انگلیسی: Elkhorn) شهری در ایالت مونتانا کشور ایالات متحده آمریکا است که جمعیت آن در سرشماری سال ۲۰۱۰ میلادی، ۱۰ نفر بوده‌است.